# Кузнечик (фильм)
«Кузне́чик» — советский художественный фильм режиссёра Бориса Григорьева, снятый в 1978 году на киностудии имени М. Горького.

## Сюжет
Юная провинциалка Лена Кузнецова, прозванная за свою беззаботность «Кузнечиком», приезжает в Москву. Она поступает на историко-филологический факультет, успешно занимается научной работой, выходит замуж за талантливого научного сотрудника с квартирой и машиной, заводит богатого респектабельного любовника — профессора. Вскоре Елена охладевает и к научной работе, и к мужу. После развода она становится свободной и обеспеченной мужем всем имуществом. В этот момент к ней приезжает младшая сестра, которая намерена подражать ей во всём. Это заставляет героиню задуматься, а нужна ли им на самом деле такая жизнь.

## Роли исполняют
- Людмила Нильская — Лена (Елена Сергеевна) Кузнецова («Кузнечик»), студентка историко-филологического факультета
- Николай Иванов — Володя Левашов, старший научный сотрудник, муж Лены
- Людмила Аринина — Ирина Константиновна Зарицкая, преподаватель филологии
- Анатолий Ромашин — Олег Сергеевич Градов, профессор филологии, любовник Лены
- Марина Левтова — Нина Головачёва, подруга Лены
- Вячеслав Баранов — Миша, абитуриент
- Ольга Топилина — Наташа (Наталья Сергеевна) Кузнецова, младшая сестра Лены
- Анатолий Скорякин — спортсмен, ухажёр Лены

## Съёмочная группа
- Автор сценария: Феликс Миронер
- Режиссёр: Борис Григорьев
- Оператор: Игорь Клебанов
- Композитор: Георгий Дмитриев
- Художник-постановщик: Ной Сендеров
- Художник по костюмам: Мариам Быховская